# Kotthausen (Hückeswagen)
Kotthausen ist eine Hofschaft in Hückeswagen im Oberbergischen Kreis im Regierungsbezirk Köln in Nordrhein-Westfalen (Deutschland).

## Lage und Verkehrsanbindung
Kotthausen liegt im südwestlichen Hückeswagen an der Grenze zu Wermelskirchen nahe Straßweg. Weitere Nachbarorte sind Bockhacken, Straßburg, Schückhausen, Dörpfelderhöhe  und die Wermelskirchener Knochenmühle. Der Ort ist über eine Stichstraße von der Landstraße L68 bei Straßweg zu erreichen.
Kotthausen liegt im Quellgebiet des Bachs Kleine Dhünn, der in die Große Dhünntalsperre mündet.

## Geschichte
1481 wurde der Ort das erste Mal in einer Spendenliste für den Marienaltar der Hückeswagener Kirche urkundlich erwähnt. Schreibweise der Erstnennung: Kothusen.
Im 18. Jahrhundert gehörte der Ort zum  bergischen Amt Bornefeld-Hückeswagen. 1815/16 lebten 15 Einwohner im Ort. 1832 gehörte Kotthausen der Großen Honschaft an, die ein Teil der Hückeswagener Außenbürgerschaft innerhalb der Bürgermeisterei Hückeswagen war. Der laut der Statistik und Topographie des Regierungsbezirks Düsseldorf als Weiler kategorisierte Ort besaß zu dieser Zeit drei Wohnhäuser und sechs landwirtschaftliche Gebäude. Zu dieser Zeit lebten 21 Einwohner im Ort, sechs katholischen und 15 evangelischen Glaubens.
Im Gemeindelexikon für die Provinz Rheinland werden für 1885 sieben Wohnhäuser mit 31 Einwohnern angegeben. Der Ort gehörte zu dieser Zeit zur Landgemeinde Neuhückeswagen innerhalb des Kreises Lennep. 1895 besaß der Ort sechs Wohnhäuser mit 35 Einwohnern, 1905 sechs Wohnhäuser und 39 Einwohner.

## Wander- und Radwege
Der Ortswanderweg von der Wermelskirchener Knochenmühle zur Bevertalsperre führt durch den Ort.

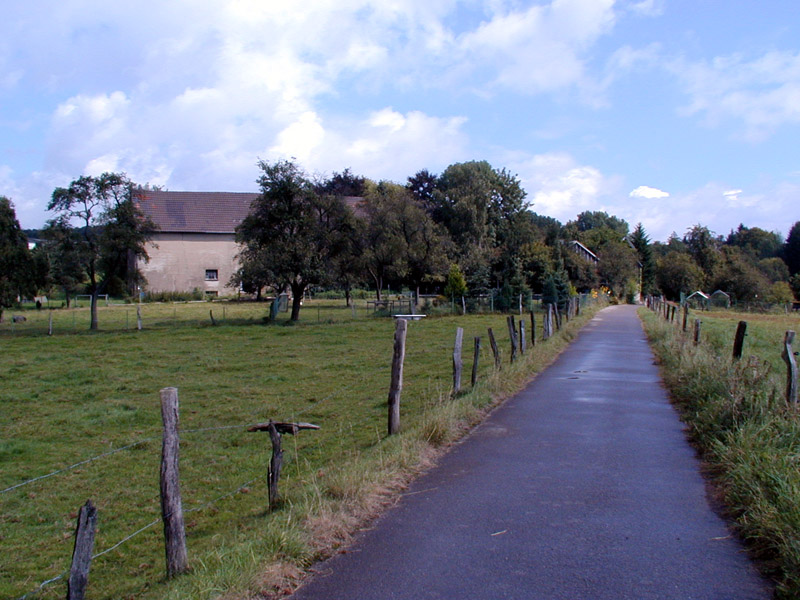
Ortsansicht von Kotthausen
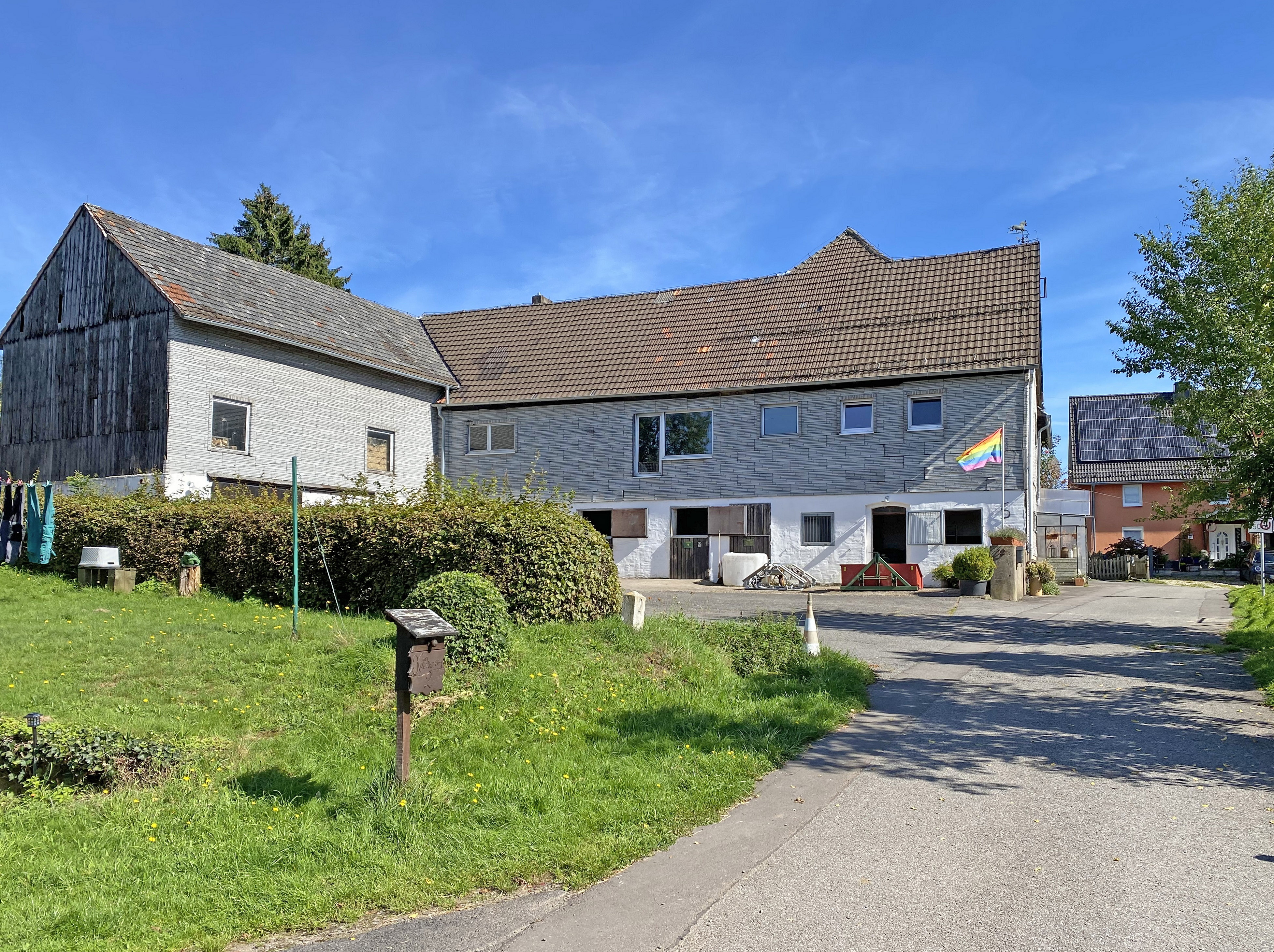
Hof in Kotthausen
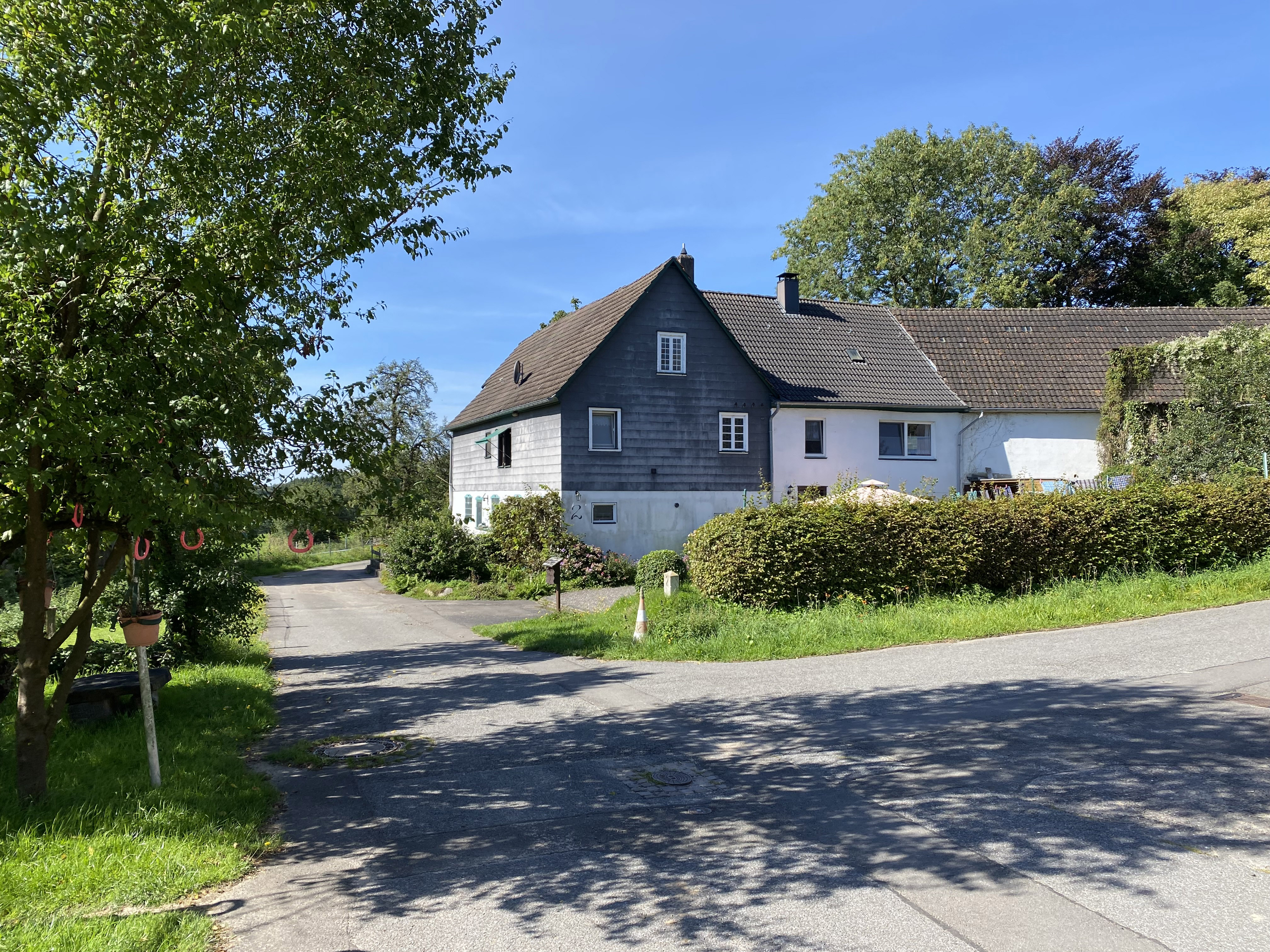
Hof in Kotthausen
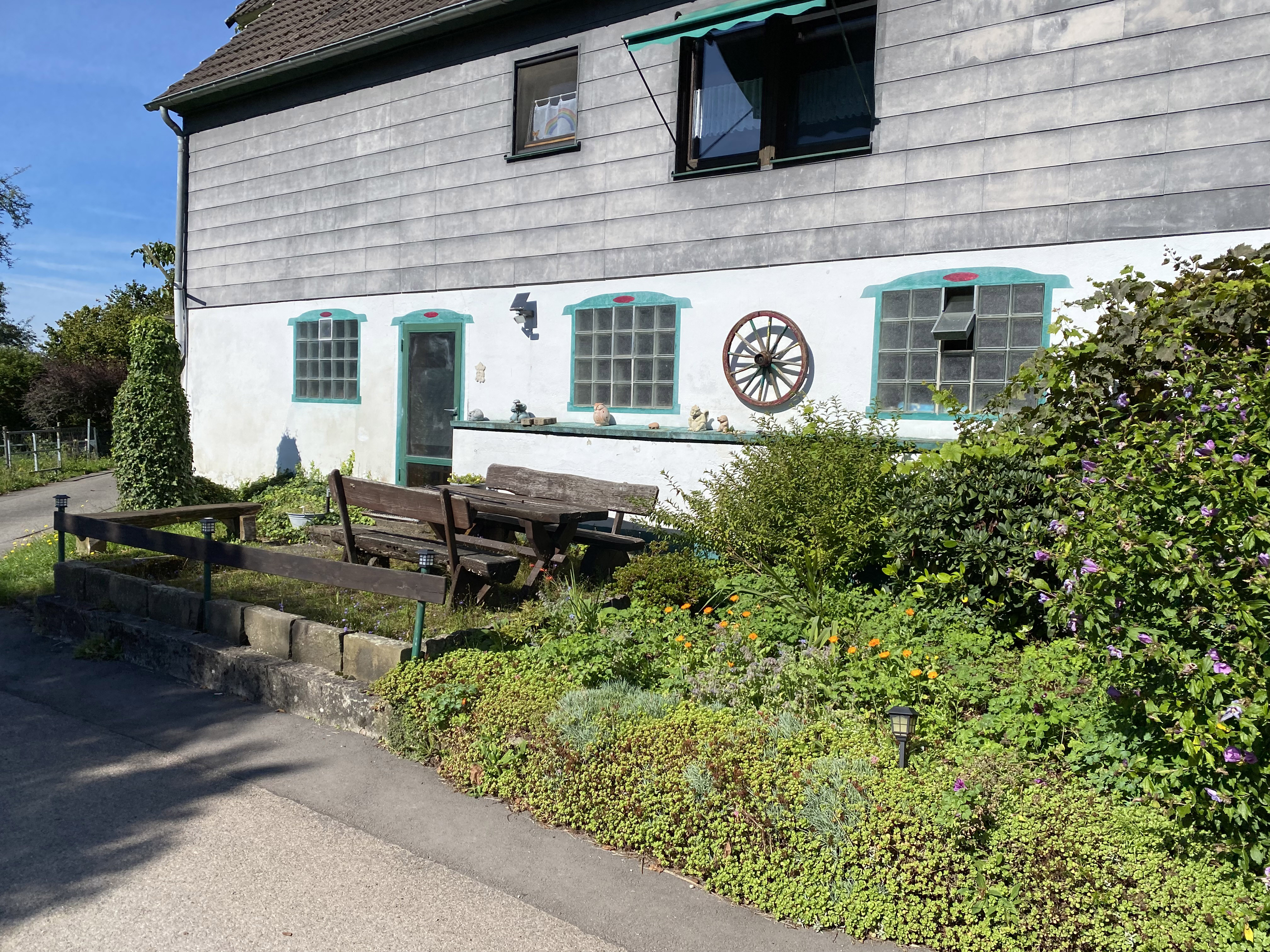
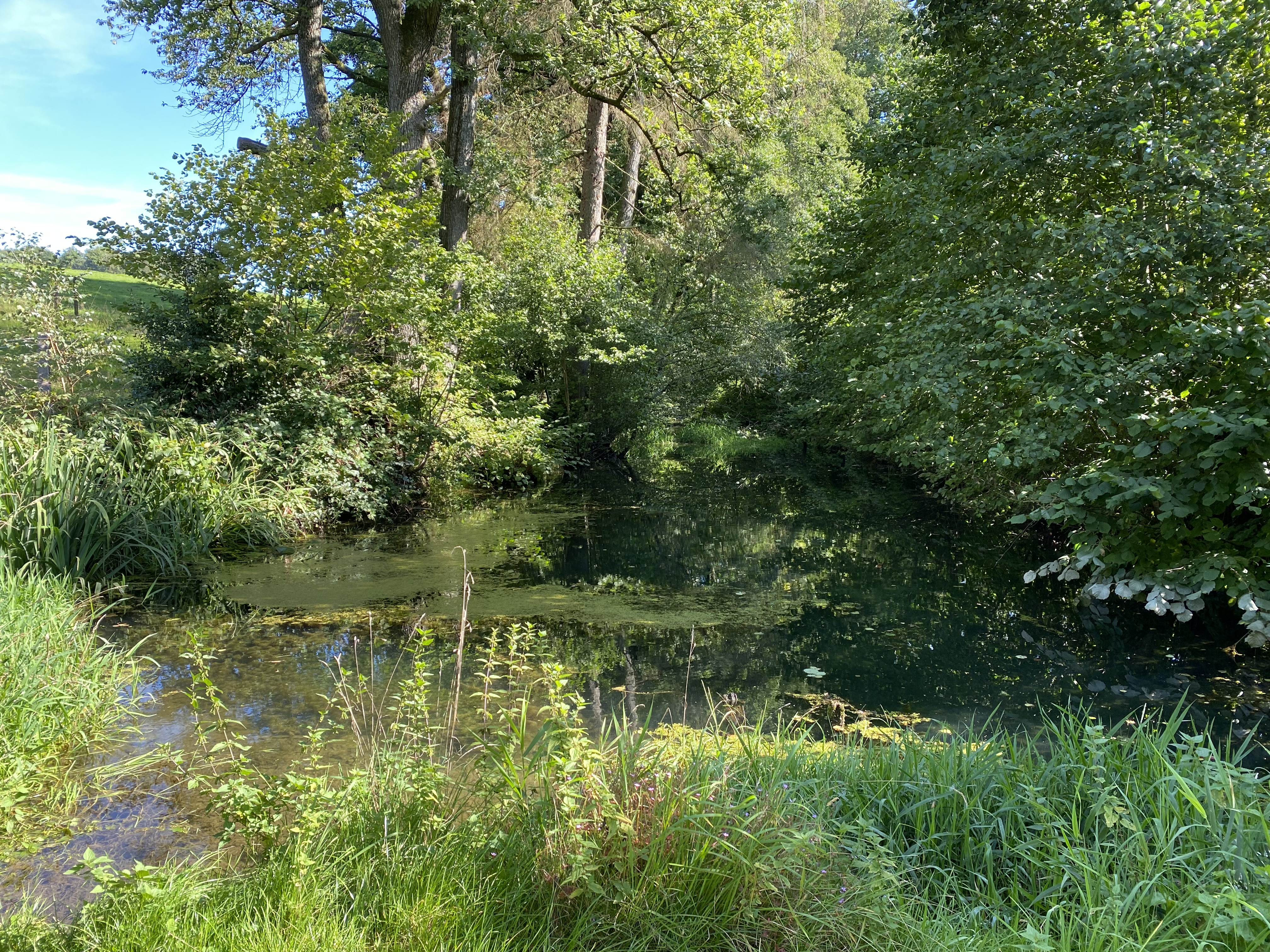
Straßweger Bach speist Teich bei Kotthausen
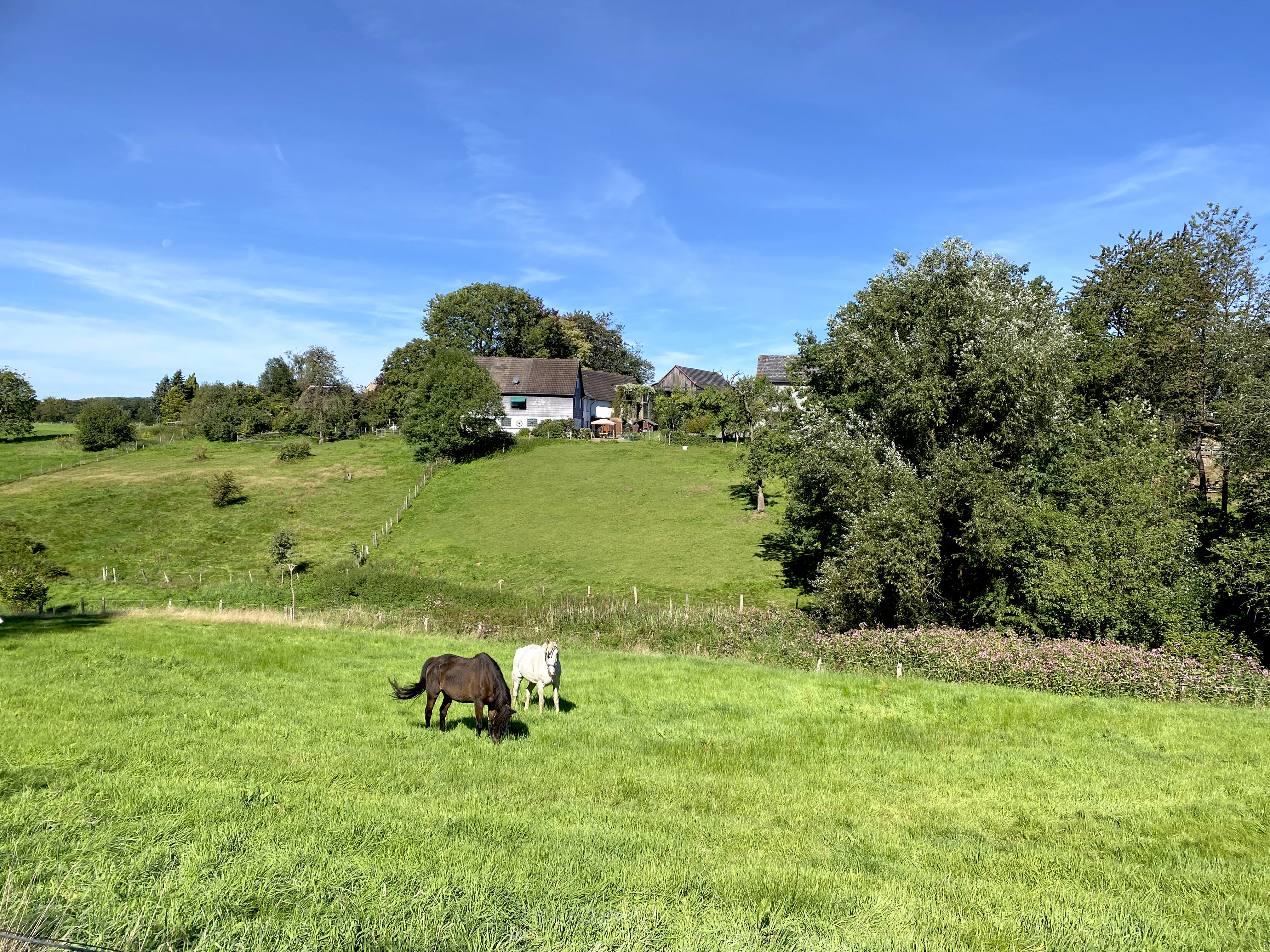
Pferdeweide südlich Kotthausen